# Cascades du Sautadet

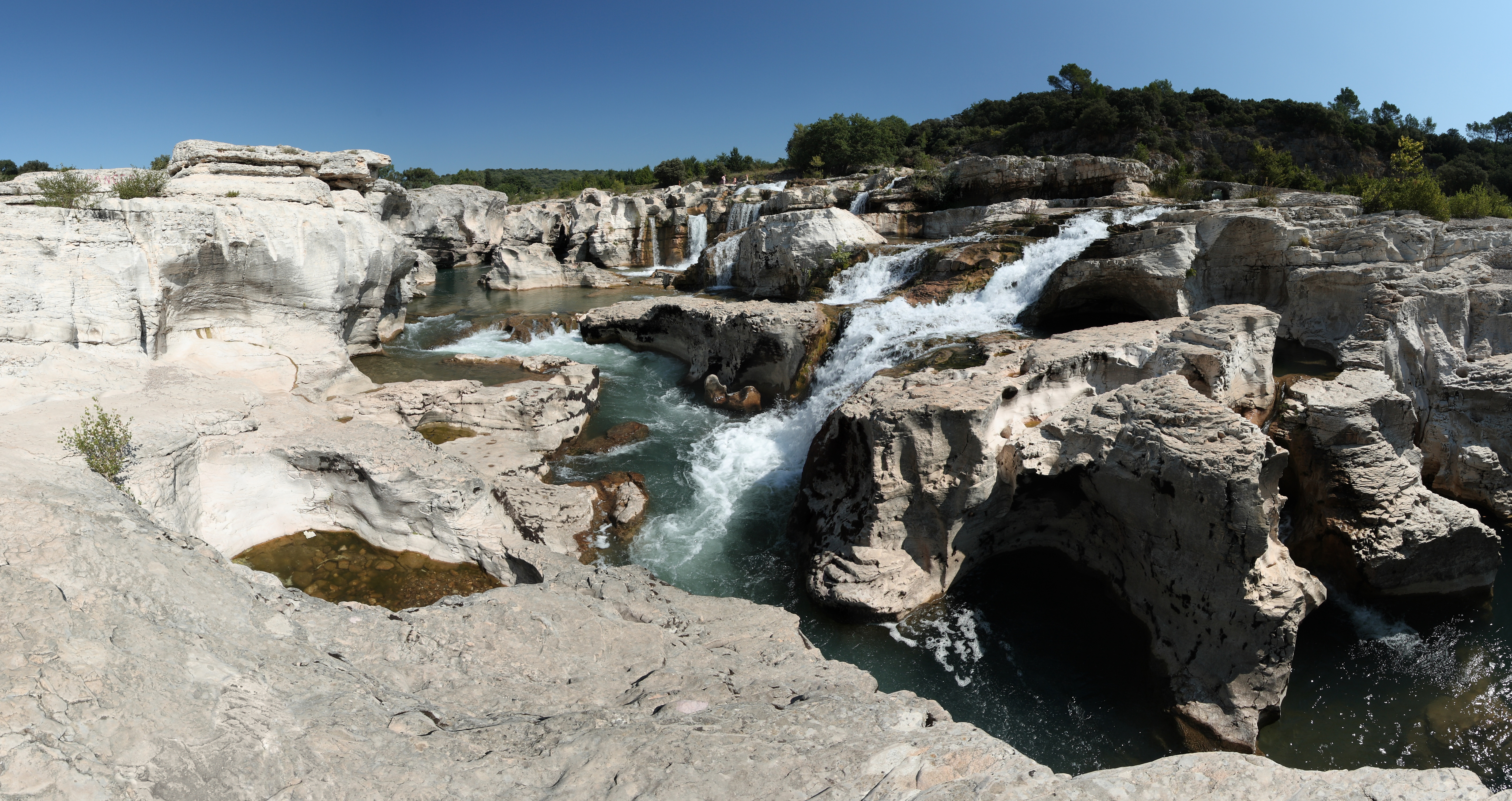
Cascades du Sautadet

Les cascades du Sautadet sont une série de chutes d'eau et de rapides d'un niveau progressif de 15 mètres situés sur le cours de la Cèze, à hauteur de la commune de la Roque-sur-Cèze, dans le département du Gard en Occitanie.

## Description
Les cascades du Sautadet se sont formées par l'action érosive de la rivière sur une masse rocheuse calcaire d'environ 500 mètres de large, soulevée lors du plissement alpin. Elles consistent en de très nombreuses cavités se recoupant la plupart du temps en nids de poule, corbeilles, gours, voire en grands « chaudrons ». La profondeur de ces derniers peut dépasser les 10 mètres.
Les cascades ont pour surnom « le saut du diable » et un dicton dit : Quau vai a La Ròca, se i cròca (« qui va à La Roque s'y accroche »). Par une mauvaise traduction de l'occitan au français, on rend « à La Roque, le diable s'y croque », au motif des nombreuses morts par imprudence qui y ont lieu depuis des années. Le mot « Sautadet » provient de l'occitan sautadet (littéralement : « petit saut d'eau », c'est-à-dire « cascade »). 
Une explication populaire récente prétend qu'il viendrait du nom Hadès, dieu grec de la mort et du monde invisible. Le « saut d'Hadès » ferait ainsi référence aux grottes souterraines invisibles en surface, où le courant peut atteindre mille mètres cubes à la seconde en période de crue et donc provoquer des accidents mortels. Cette forte turbulence des eaux, associée à un relief accidenté sur lequel les crues déposent du limon glissant, font des cascades du Sautadet un site réputé dangereux. 
Construit en 1881 juste en amont des cascades, un seuil permettait le fonctionnement d'un moulin à foulon et blatier sur la rive gauche, exploité jusqu'en 1900. La crue de septembre 2002 en a emporté une grande partie mais il est encore visible sur la rive gauche. Creusé dans la roche, son canal de déviation appelé « béal » est également visible. Les crues de 2002 y ont mis au jour, dans le lit de la Cèze, les fondations en pierre de la machinerie qui permettait à l'eau de pénétrer dans le moulin.
Les cascades du Sautadet sont classées « zone naturelle », dont la rive gauche est publique et la rive droite  privée.

## Galerie de photos

Cascades du Sautadet
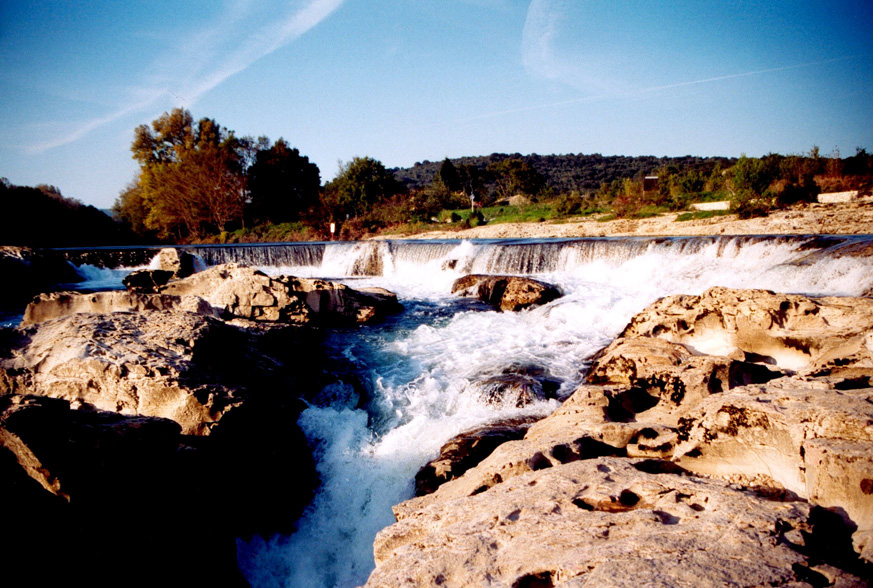
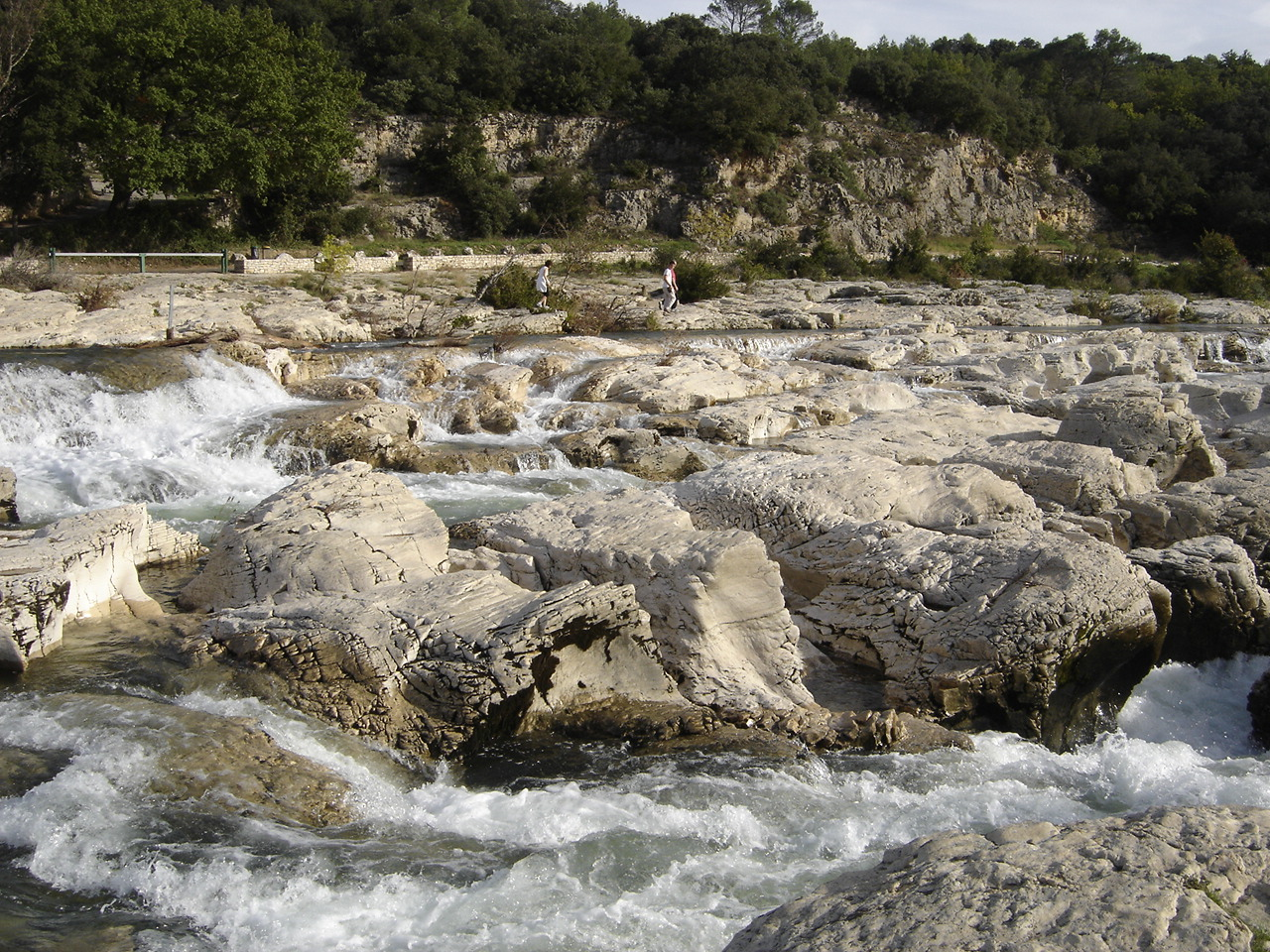
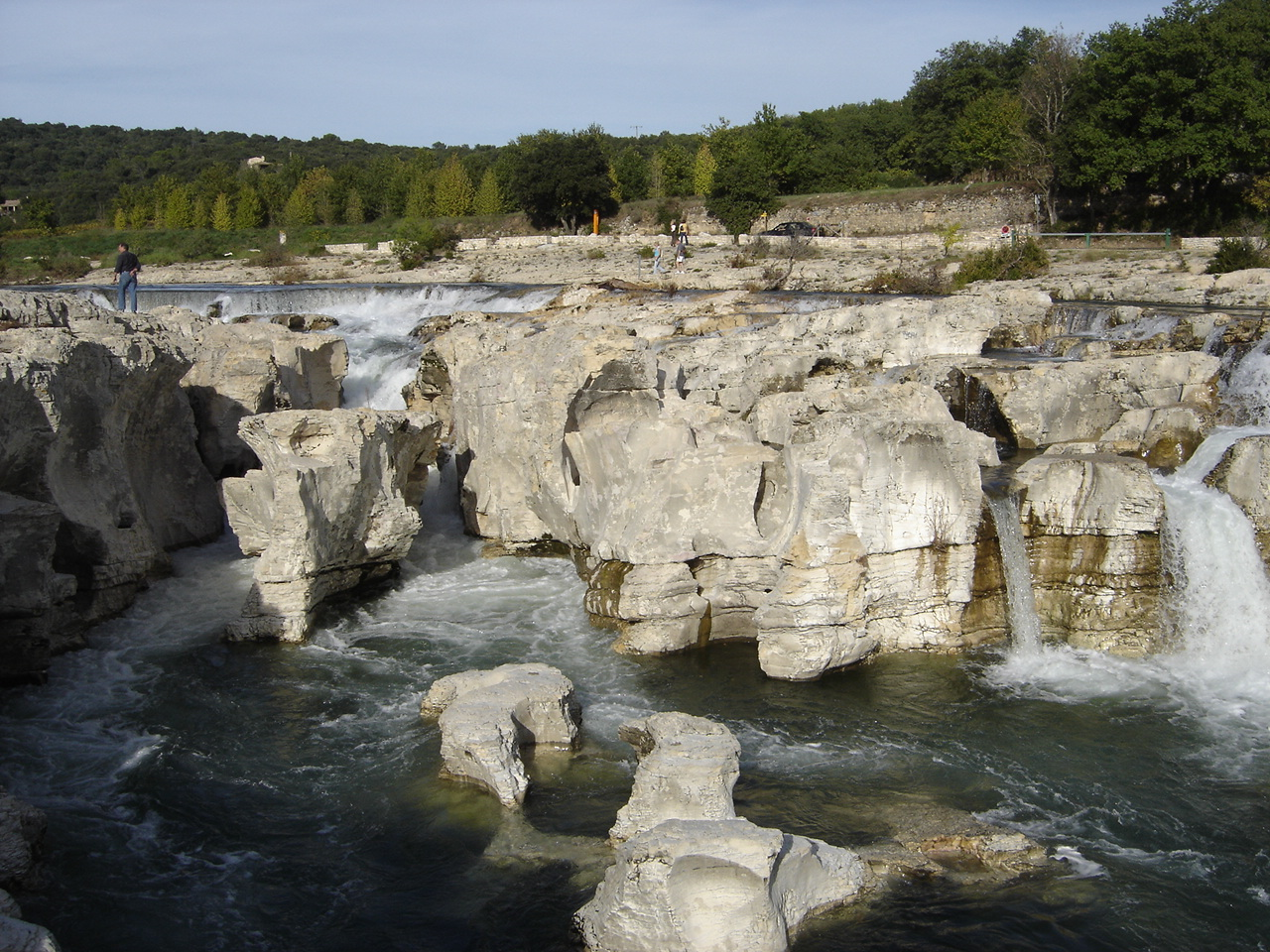
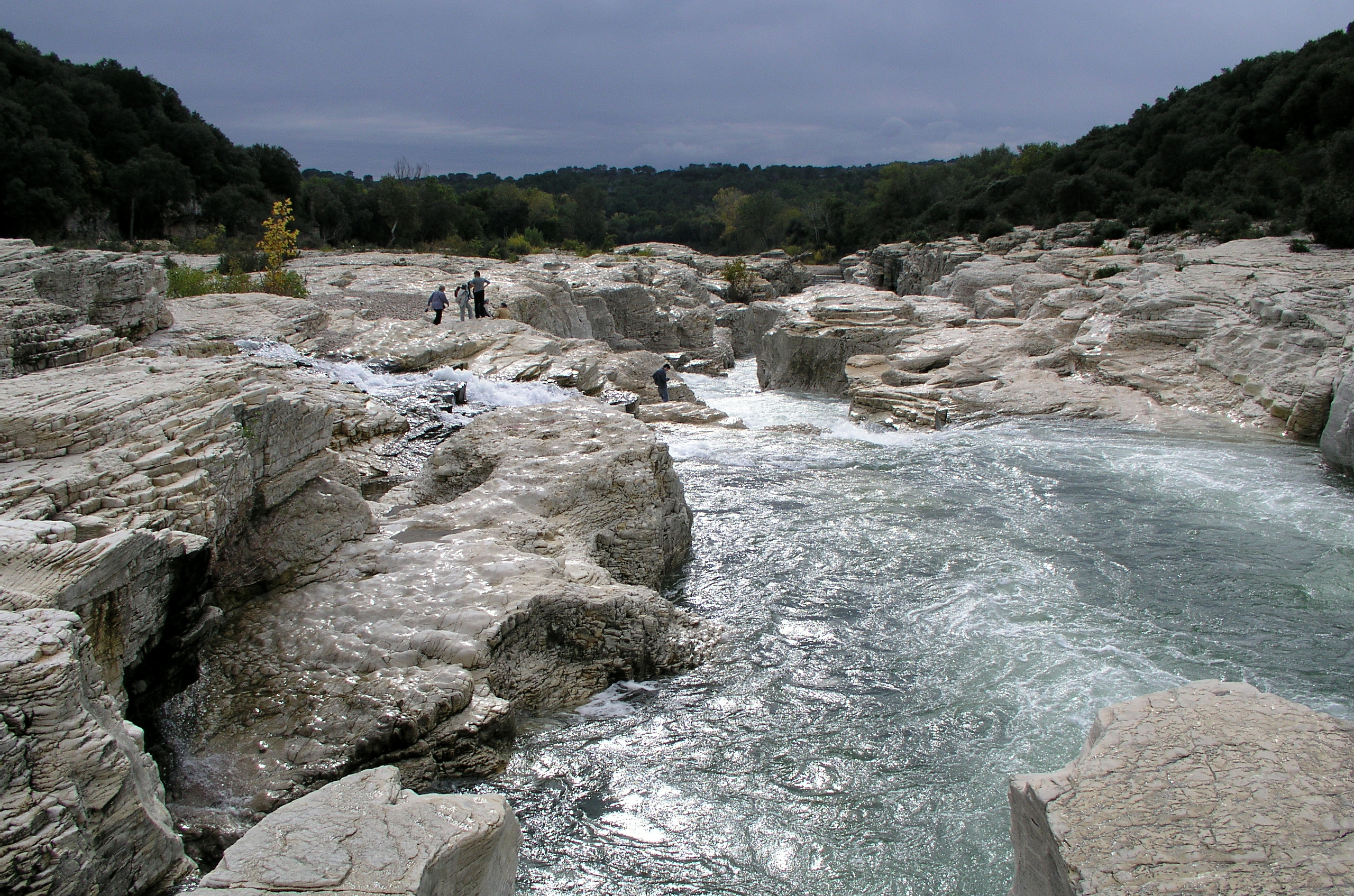